# ダニー・サバテロ
ダニー・サバテロ（Danny Sabatello、1993年3月31日 - ）は、アメリカ合衆国の男性総合格闘家。イリノイ州シカゴ出身。 アメリカン・トップチーム所属。元Titan FCバンタム級王者。

## 来歴

### レスリング
幼少期にレスリングを始める。高校時代にはイリノイ州王者に2度輝き、152勝19敗の通算成績を残した。パデュー大学に入学後はNCAAディビジョン1の予選を3度通過し、トーナメントに出場した。

### 総合格闘技
2018年、プロ総合格闘技デビュー。
2019年12月20日、Titan FC 58のTitan FCバンタム級タイトルマッチで王者アーウィン・リベラに挑戦し、左右ボディブローで4RTKO負け。王座獲得に失敗し、キャリア初黒星を喫した。
2020年6月26日、Titan FC 61のTitan FCバンタム級王座決定戦でレイモンド・ラモスと対戦し、リアネイキドチョークで1R一本勝ち。王座獲得に成功した。
2020年11月10日、Dana White's Contender Series 35でテイラー・ムーアと対戦し、3-0の判定勝ちを収めるも、UFCとの契約を逃した。
2021年2月12日、Titan FC 67のTitan FCバンタム級タイトルマッチで挑戦者ダモン・ブラックシュアーと対戦し、3-0の判定勝ち。王座の初防衛に成功した。

### Bellator
2021年5月21日、Bellator初参戦となったBellator 259でブレット・ジョーンズと対戦し、3-0の判定勝ち。
2022年4月22日、Bellator 278でバンタム級ランキング9位のジョーネル・ルーゴと対戦し、3-0の判定勝ち。Bellatorバンタム級ワールドグランプリへの出場権を獲得した。
2022年6月24日、Bellator 282のBellatorバンタム級ワールドグランプリ1回戦でバンタム級ランキング6位のレアンドロ・イーゴと対戦し、3-0の5R判定勝ち。グランプリ準決勝進出を果たした。
2022年12月9日、Bellator 289のBellatorバンタム級ワールドグランプリ準決勝として行われたBellator世界バンタム級暫定タイトルマッチで、王者ラウフェオン・ストッツと対戦し、1-2の5R判定負け。暫定王座の獲得に失敗し、グランプリ準決勝敗退となった。
2023年11月17日、Bellator 301でバンタム級ランキング2位の前王者ラウフェオン・ストッツと再戦し、0-3の判定負け。
2024年8月16日、PFL 8でラザロ・ダイロンと対戦して1-0の引き分け。メディアスコアではサバテロ勝利を支持する記者3人、ドローの記者2人となった。

### RIZIN
2025年2月、自身のInstagramやアメリカン・トップチーム公式アカウントにて14勝4敗1分の戦績でRIZINとの複数試合契約を発表。4月に2023年の超RIZIN.2以来、2度目のRIZIN出場が発表された。
2025年5月4日、RIZIN男祭りでリオ五輪レスリング銀メダリストの太田忍と対戦。打撃で優勢に試合を進めた後、3Rに太田がサバテロを持ち上げて叩きつけた際に動いて抵抗。太田がマットに頭を打ち付ける結果となり、その衝撃で動きが止まった太田にパウンドを連打して3R TKO勝ちを収めた。

## 人物
- 対戦相手に強烈な言葉を発するトラッシュトーカーとして名高い（太田忍と煽り合いをするサバテロの映像[映像 1]）

## 戦績
| 総合格闘技 戦績 | 総合格闘技 戦績 | 総合格闘技 戦績 | 総合格闘技 戦績 | 総合格闘技 戦績 | 総合格闘技 戦績 | 総合格闘技 戦績 |
| --------------- | --------------- | --------------- | --------------- | --------------- | --------------- | --------------- |
| 19 試合         | (T)KO           | 一本            | 判定            | その他          | 引き分け        | 無効試合        |
| 15 勝           | 4               | 5               | 6               | 0               | 1               | 0               |
| 4 敗            | 1               | 1               | 2               | 0               | 1               | 0               |

| 勝敗 | 対戦相手                       | 試合結果                                 | 大会名 | 開催年月日     |
|      | 佐藤将光                       | 試合前                                   | RIZIN.51                                                                                                   | 2025年9月28日  |
| ○    | 太田忍                         | 3R 0:20 TKO（パウンド）                  | RIZIN男祭り                                                                                                | 2025年5月4日   |
| △    | ラザロ・ダイロン               | 5分3R終了 判定1-0                        | PFL 8 | 2024年8月16日  |
| ×    | ラウフェオン・ストッツ         | 5分3R終了 判定0-3                        | Bellator 301: Amosov vs. Jackson                                                                           | 2023年11月17日 |
| ×    | マゴメド・マゴメドフ           | 1R 3:55 ギロチンチョーク                 | 超RIZIN.2                                                                                                  | 2023年7月30日  |
| ○    | マルコス・ブレノ               | 2R 4:10 リアネイキドチョーク             | Bellator 294: Carmouche vs. Bennett 2                                                                      | 2023年4月21日  |
| ×    | ラウフェオン・ストッツ         | 5分5R終了 判定1-2                        | Bellator 289: Stots vs. Sabatello 【Bellator世界バンタム級暫定タイトルマッチ/Bellatorバンタム級WGP準決勝】 | 2022年12月9日  |
| ○    | レアンドロ・イーゴ             | 5分5R終了 判定3-0                        | Bellator 282 【Bellatorバンタム級WGP1回戦】                                                                | 2022年6月24日  |
| ○    | ジョーネル・ルーゴ             | 5分3R終了 判定3-0                        | Bellator 278                                                                                               | 2022年4月22日  |
| ○    | ブレット・ジョーンズ           | 5分3R終了 判定3-0                        | Bellator 259                                                                                               | 2021年5月21日  |
| ○    | ダモン・ブラックシア           | 5分3R終了 判定3-0                        | Titan FC 67 【Titan FCバンタム級タイトルマッチ】                                                           | 2021年2月12日  |
| ○    | テイラー・ムーア               | 5分3R終了 判定3-0                        | Dana White's Contender Series 35                                                                           | 2020年11月10日 |
| ○    | レイモンド・ラモス             | 1R 1:56 リアネイキドチョーク             | Titan FC 61 【Titan FCバンタム級王座決定戦】                                                               | 2020年6月26日  |
| ○    | クリス・ジョンソン             | 3R 1:54 肩固め                           | Titan FC 60                                                                                                | 2020年5月29日  |
| ×    | アーウィン・リベラ             | 4R 4:26 TKO（左右ボディブロー→パウンド） | Titan FC 58 【Titan FCバンタム級タイトルマッチ】                                                           | 2019年12月20日 |
| ○    | フィリップ・ケラー             | 1R 1:41 TKO（パウンド）                  | Titan FC 56                                                                                                | 2019年8月23日  |
| ○    | アーネスト・ウォールズ         | 1R 1:34 リアネイキドチョーク             | War at the Rock 2                                                                                          | 2019年6月19日  |
| ○    | ジョン・バラガン               | 1R 2:29 KO（パンチ）                     | Underground Cage Fighting Championship 3                                                                   | 2019年3月30日  |
| ○    | ジェレマイアズ・フェルナンデス | 5分3R終了 判定3-0                        | War at the Rock 1                                                                                          | 2019年2月16日  |
| ○    | セサール・ダニー・ゴンサレス   | 1R 0:53 KO（左ハイキック）               | Underground Cage Fighting Championship 2                                                                   | 2018年11月17日 |
| ○    | レイ・ペイジ                   | 1R 2:55 サブミッション                   | Underground Cage Fighting Championship 1                                                                   | 2018年7月21日  |

## 獲得タイトル
- 第7代Titan FCバンタム級王座（2020年）

### 映像資料
1. ↑  『サバテロと太田忍の公式煽り合い Face to Face: Danny Sabatello vs. Shinobu Ota | RIZIN Otoko Matsuri』RIZIN公式YouTubeチャンネル、2025あ エラー: 日付が正しく記入されていません。（説明）。